# Frédérique-Élisabeth de Saxe-Eisenach
Frédérique Élisabeth de Saxe-Eisenach (5 mai 1669 - 12 novembre 1730), est une noble allemande, membre de la Maison de Wettin et par le mariage duchesse de Saxe-Weissenfels.
Née à Altenkirchen, elle est la septième des huit enfants nés du mariage de Jean-Georges Ier de Saxe-Eisenach et Jeannette de Sayn-Wittgenstein (1632-1701). 

## Biographie
Les bonnes relations entre les branches Albertine et Ernestine de la Maison de Wettin sont renforcées en 1686, quand le duc Jean-Georges II de Saxe-Eisenach (de la branche Ernestine) arrange le mariage de sa sœur aînée, la margravine douairière de Brandebourg-Ansbach avec Jean-Georges IV de Saxe (de la branche Albertine). Toutefois, l'union est un échec complet et ils n'ont pas d'enfant. Les deux époux sont décédés en 1694 et 1696, respectivement.
Le frère et successeur de Jean-Georges IV, Auguste II est déjà marié, et Jean Georges II doit chercher un autre mariage pour lier à nouveau les deux branches de la Maison de Wettin.
De cette façon, dix mois avant sa propre mort (10 novembre 1698) Jean George II arrange le mariage de sa jeune sœur Frédérique Élisabeth avec Jean-Georges de Saxe-Weissenfels. Le mariage a lieu à Iéna le 7 janvier 1698. Ils ont sept enfants, dont un seul arrive à l'âge adulte, :
1. Frédérique (Weissenfels, 4 août 1701 - Weissenfels, 28 février 1706).
2. Jean-Georges, Prince Héréditaire de Saxe-Weissenfels (Weissenfels, 20 octobre 1702 - Weissenfels, 5 mars 1703).
3. Jeannette Wilhelmine (Weissenfels, 31 mai 1704 - Weissenfels, 9 juillet 1704).
4. Jeannette Amélie (Weissenfels, 8 septembre 1705 - Weissenfels, 7 février 1706).
5. Fils Mort-né (1706).
6. Jeanne-Madeleine de Saxe-Weissenfels (Weissenfels, 17 mars 1708 - Leipzig, 25 janvier 1760), mariée le 5 janvier 1730 à Ferdinand Kettler, duc de Courlande et de Semigallia.
7. Frédérique Amélie (Weissenfels, 1 mars 1712 - Weissenfels, 31 janvier 1714).

En plus des politiques de réforme de son mari dans le petit duché Querfurt-Weissenfels, Frédérique Élisabeth apporte une impulsion sociale considérable Ils travaillent en vue de l'adoption d'un organisme de bienfaisance en 1700 et fondent, le jour de son anniversaire en 1710, un orphelinat à Langendorf, qu'elle continue à soutenir financièrement jusqu'à sa mort.
Le jardin à la française est un cadeau pour elle, et Jean-Georges construit le soi-disant Hermitage entre Weissenfels et Langendorf, le Klein-Friedenthal (palais d'été), un zoo, à Neuchâtel, le Château (la localité de Freyburg) et le jardin à la Leisslinger Wiese.
Son mari construit également, pour Frédérique Élisabeth en 1710, la petite rivière du port de Weissenfels. Avec une petite flottille de 15 navires, des croisières sur la Saale sont organisées.
Après la mort de son mari et de l'arrivée de son beau-frère Christian sur le trône ducal en 1712, elle reçoit le château de Drybourg à Langensalza comme son douaire, où elle arrange la construction d'un parc royal, avant de finalement s'y installer en 1717. En plus des changements dans le parc, elle fait plusieurs changements structurels dans le château et à proximité de la ville.
Elle meurt au château de Drybourg à 61 ans, et est enterrée dans la Schlosskirche, Weissenfels.